# Cephaloziella turneri
Cephaloziella turneri là một loài rêu tản trong họ Cephaloziellaceae. Loài này được (Hook.) K. Müller miêu tả khoa học lần đầu tiên năm 1913.